# Scraptia fuscula
Scraptia fuscula là một loài bọ cánh cứng trong họ Scraptiidae. Loài này được Müller miêu tả khoa học năm 1821.